# Otto Ernst (Fußballspieler, 1898)
Otto Bismark Ernst Villalobos (* 17. September 1898; † 28. Februar 1940) war ein chilenischer Fußballspieler. Der Abwehrspieler absolvierte drei Länderspiele für Chile. 

## Karriere

### Verein
Auf Vereinsebene spielte Otto Ernst ab Dezember 1912 für den Santiago National FC. 1916 wechselte der Abwehrspieler zum CD Magallanes, für den er bis 1924 spielte.

### Nationalmannschaft
Otto Ernst debütierte beim Campeonato Sudamericano 1924 in Uruguay bei der 0:5-Niederlage gegen den Gastgeber. Beim Turnier absolvierte er alle drei Spiele für La Roja, jedoch kam das Team mit drei klaren Niederlagen nicht über den letzten Platz hinaus. Weitere offizielle Länderspiele kamen für Ernst nicht hinzu. Im September 1913 hatte Ernst bereits in einem inoffiziellen Länderspiel für Chile gegen Argentinien gespielt.